# Šenkovec
Šenkovec är en ort i Kroatien.   Den ligger i länet Međimurje, i den nordöstra delen av landet, 70 km nordost om huvudstaden Zagreb. Šenkovec ligger 188 meter över havet och antalet invånare är 2 361.
Terrängen runt Šenkovec är platt. Runt Šenkovec är det ganska tätbefolkat, med 67 invånare per kvadratkilometer. Närmaste större samhälle är Čakovec, 2,9 km söder om Šenkovec. Trakten runt Šenkovec består till största delen av jordbruksmark.